# 日産・VRH35

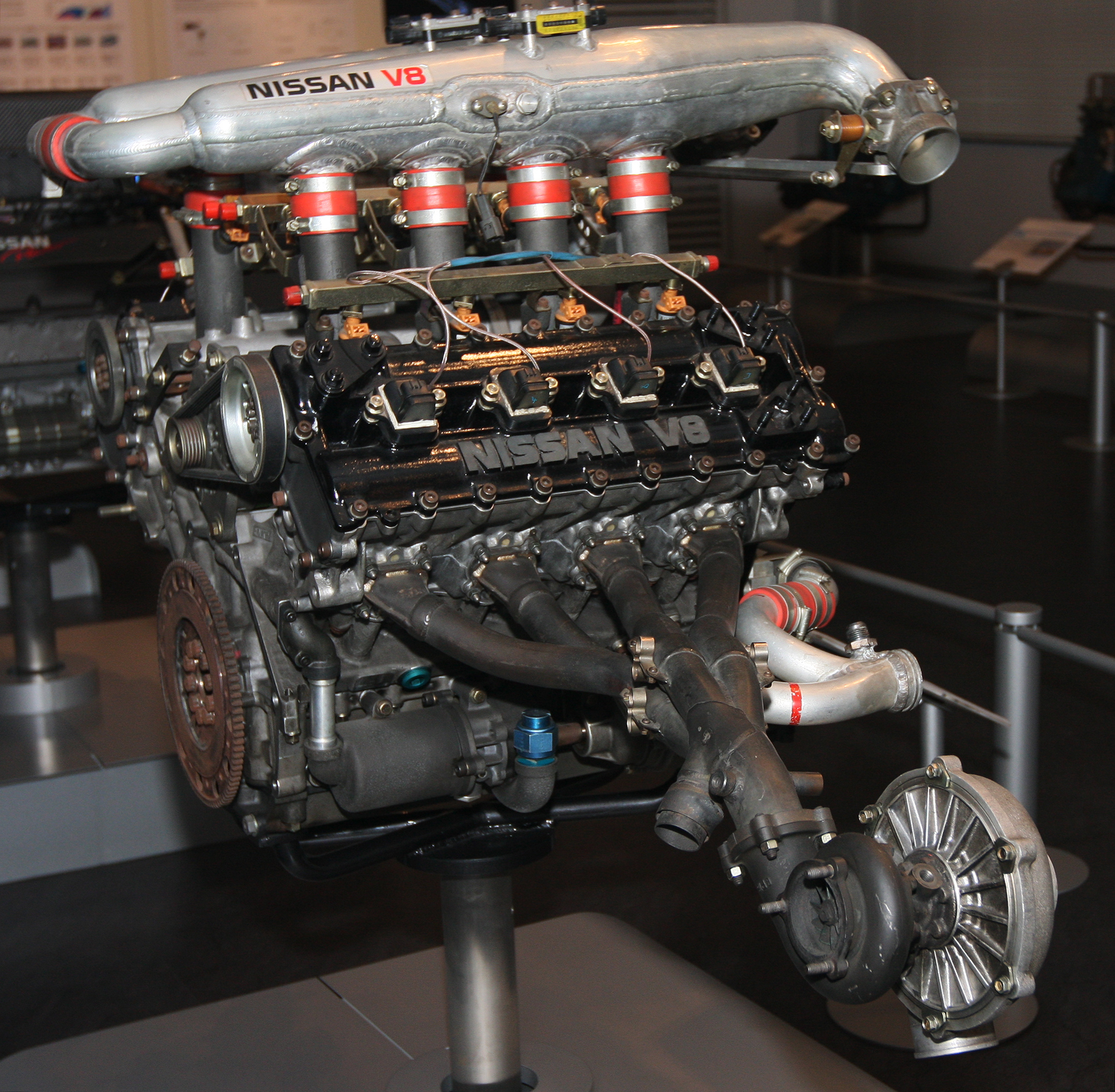
VRH35Z

日産・VRH35は、日産自動車がル・マン24時間レースでの総合優勝やグループC規定で行われていた世界スポーツプロトタイプカー選手権(WSPC)や全日本スポーツプロトタイプカー耐久選手権(JSPC)での制覇を狙って、1989年に林義正らによって新開発された自動車レース専用のガソリンエンジンである。
1990年には、排気量の変更やいくつかの改良を施してVRH35Zへと進化し、日産の1990年ル・マン24時間ポールポジション獲得に貢献した。このときのエンジン出力は1,200馬力以上（ベンチで測定ができないほどの馬力で、燃料の消費量から計算して、理論上これぐらい出ているという話）とも言われた。

## 耐久レース用エンジン本格開発へ
1987年、日産はR382用エンジンGRX-3以来のレース専用エンジンVEJ30を開発した。この新エンジンは1987年からの投入を見据えて、GRXの開発にも関与した技術車両設計部の石川義和を設計主任として開発された。きっかけはプリンス自動車工業出身の中川良一専務が、ニスモ社長の難波靖治に「スカイラインのエンジンを作った男に、レースエンジンをやらせよう」といったとのことである。しかし、R382の時のエンジンそのままの図面を書いてきたのを見て、難波は「このような重いエンジンじゃ困るな」と思ったという。実際に出来あがったそれは、大きく重いエンジンで、アルミブロックなどは大きすぎてニッサン系列の鋳物工場では手に負えず、ホイールメーカーにて作成された。エンジンの完成発表会ではすばらしいスペックを公表した。プレスリリースによれば「VG30と比較して、同じ燃料消費量で20%のパワーアップを実現。クーリングチャンネル付強制冷却フラット冠面ピストン、ナトリウム封入中空エキゾーストバルブなどによる出力と燃費の向上の両立。出力はブースト圧0.8バールの決勝設定で700馬力、1.8バールの予選設定では1,000馬力。」などである。しかし、馬力・トルク・燃費などの数値は机上の理論に過ぎず、中身の機構も複雑でトラブルを抱える可能性が高くなっており、耐久レースで戦えるようなまともなスペックのエンジンではなかった。しかし、日産が本気で耐久レースに挑戦しようとした、きっかけともいえるエンジンである。
その後、VEJ30を搭載したマシンが全日本スポーツプロトタイプカー耐久選手権（JSPC）に参戦したのだが、そのレース結果は散々なものであった。その後ニスモスタッフの手により様々な改良を受けたが、常用回転域が狭く、とても扱いづらいピーキーな特性のエンジンとなってしまった。
翌1988年、VEJ30は林義正に改良が委ねられる。当初林は「他人の作ったエンジンなど直せない」と拒絶したが、難波より「とにかく壊れないようにだけしてくれれば良いから」と懇願され改良を請け負った。VEJ30を見た林は「機構が複雑で古い設計のエンジンだと思った。部品点数が多くなれば壊れる箇所が増えるのに、それらを考慮した形跡が感じられなかった。まずは燃費を向上させるため、ヘッド周りを改良した」と当時を回想している。VEJ30のヘッドはバルブ挟み角が大きく、コンパクトな燃焼室で出力と燃費を両立するという、現代の設計思想には合っていないものだった。こうして林により様々な改良を受けてVRH30へと進化し、R88Cに搭載されレースへと投入された。また、1988年からはVRH35の新規開発がスタートした。
また、VRH30の改良型として1988年のJSPCのシーズン終わりごろに、3.4リットルまで排気量を拡大したVRH30Aエンジンを製作したが、上司にうるさく言われたためそのことは伏せられており、そのためVRH30Aエンジンは、通常なら排気量を表す二桁の数値が34ではなく30のままとなっている。
林は後に、林が所属する追浜の中央研究所と、VEJ30を開発した鶴見の技術車両設計部の間での対立があったことを明らかにしている。当初VEJ30の改良を手掛け始めた際も、鶴見の協力を全く得られないどころか、むしろ度々妨害を受けたとしており、上記のエンジン付番の問題も鶴見の干渉が背景にあったという。

## 世界選手権本格挑戦へ
1989年、VRH35は完成し、R89Cに搭載されて、JSPC、WSPC、ル・マン24時間レース等へ投入された。またエンジン変更とともに、それまで使われていた市販のマーチ製アルミニウムモノコックシャシから、専用に新開発されたローラ製カーボンモノコックシャシへと変更された。
このマシンの特徴は、エンジン本体をストレスマウント（剛性部材）化して利用するというものであった。当ーではよく使われている手法であったのだが、プロトタイプマシンではその手法はほとんど採られていなかった。これは林義正による提案によるもので、ローラ側からその提案に対して「アンタ、気は確かか？」とも言われたが、最終的にはローラ側がその意向に従う形となった。
ちなみに、1989年のル・マン24時間レースへ投入されたエンジンは、上司の干渉によって林が考えていた内径×行程にできなかった。その後、VRH35Zになったときに、林が予定していた内径×行程となった。
最大の目標としていたル・マン24時間はWSPCに組み込まれていたこともあり、WSPCが全戦参戦を義務づけていたことから1989年、1990年の世界選手権シリーズにニッサン・モータースポーツ・ヨーロッパ(NME)チームが、R89CおよびR90CKにこのエンジンを搭載し全戦参戦することになった。
5,000km以上を走るル・マンも500-1,000kmの世界選手権シリーズのレースも、それぞれ専用にエンジンを作り分けることはせず、基本的に同一仕様のエンジンが使用されており、オーバーホールもル・マンを除き数レースに1回で済ませるなどエンジン本体の耐久性は極めて高く、他のメーカー系チームが専用の高出力エンジンを投入する短距離レースでも、互角以上の出力を発揮していた。日産チームを取材した外国記者は、レースごとに分解整備をせず、数レースにわたってマシンに搭載されたままでいつも薄く埃をかぶっているVRH35を「ミラクルエンジン」と評したという。

## ル・マン24時間挑戦と挫折
日産は1990年のル・マン24時間レース完全制覇のために、10台ものマシンをル・マン24時間に送り込み、そして1,200馬力以上(最高回転数9,500rpm、圧縮比7.6、ブースト2.0バール）の出力を誇る予選用スペシャルエンジンも用意した。これは当時、ニッサン・モータースポーツ・ヨーロッパ（NME）の監督をしていた生沢徹から林に対して依頼があり製作された。しかし、準備期間の不足などにより1基しか準備できなかった。
林はこれをニスモのマシンに積み、星野一義の予選スーパーラップ用として使って欲しいと考えていたようだ。というのも当時、日本に出稼ぎに来ていた外人レーサーの間では星野はある意味、伝説的な存在となっていたためだ。「日本にはホシノというとんでもなく速いオヤジがいる」と彼等は言っていたと伝えられている（後にエディ・アーバインがF1初優勝時に同様のコメントを述べている）。その星野に、このエンジンでポールポジションを取らせれば「伝説の日本人レーサーがルマンで牙を向いた」と最高の演出になると考えられた。
そこでまずはニスモ側が使用の希望を聞いたのだが、彼等はその意味を理解せず希望もしなかった。また、アメリカから参戦したエレクトラモーティブのドン・デベンドーフにも存在が伝えられた。ドン・デベンドーフも「教えてくれてありがとう。しかしうちはスペアカーもないし、必要ないよ」と言ったと伝えられている。こうして1基だけ用意された予選用スペシャルスペックのVRH35Zは、実際に同エンジンを使用したニッサン・モータースポーツ・ヨーロッパ（NME）チーム以外にその存在がほとんど秘密になっていたため、日産のチーム間の不協和音は増すことになる。
結果的に日産勢は、予選2日目はマーク・ブランデルらが乗る3号車のR90CKが、前日を6秒も上回る3分27秒02で日本車初のポールを獲得し、決勝では深夜から朝まで首位を快走するも、ミッショントラブルや燃料タンクからのガソリン漏れ、さらにはショックアブソーバーが根元から折れると言う珍しいトラブルも発生し、次々と脱落する予想外の展開になった。結果ニスモから参戦した日本人トリオ（星野一義・長谷見昌弘・鈴木利男）による総合5位獲得（当時日本車、日本人史上過去最高）にとどまった。このレースではニスモチームの23番車(R90CP)が直線最高速度366km/hを記録、序盤のトラブルで出遅れたNPTIチームの84番車(R90CK)が本戦ベストラップタイムを記録している。

## 国内選手権での活躍とデイトナ制覇
VRH35Zはル・マン24時間やWSPC以外に、全日本スポーツプロトタイプカー耐久選手権（JSPC）で活躍し、1990年から1992年にかけてチャンピオン獲得に貢献。1992年にはなんと6戦全勝という輝かしい成績を残した。またVRH35Zは国際レースでも活躍し、1992年のデイトナ24時間レースではR91CPに搭載され（92年だがR92CPでない）、総合優勝を飾った。しかし、JSPCは1992年限りで消滅し、1993年の鈴鹿1000kmを最後にVRH35Zは使われなくなった。

## JSPC最後の年
1992年はJSPCが最後の年ということもあり、どこまで予選用エンジンの馬力を上げられるかという挑戦が行われた。それまでの予選では1,000馬力程度の出力で行っていたところを、推定1,200馬力以上（ベンチ測定において計りきれない馬力であった）の出力を出して予選を行った。このエンジンを用いて、旧富士スピードウェイにて予選を行った際、超ハイグリップな予選用タイヤであるQタイヤを履いた状態でも最終コーナーで4速と5速でもホイルスピンを起こし、ブラックマークをつけていたそうだ。後年に長谷見昌弘は雑誌のインタビューで「あのパワーはF1以上。こんな加速、速度を経験したのは世界中で僕と星野の2人だけだろう」と語った。(JSPCは2人のドライバーがコンビを組んで行われるレースだが、予選のタイムアタックはそのコンビの内のエースドライバーが担当していた。日産はエースドライバーを23号車星野、24号車を長谷見としていた。)
星野も、このエンジンのあまりのパワーに「僕はこのエンジンですぐにはタイムアタックには入れなかった」と語っている。(あまりのパワーに星野、長谷見の2人とも、10～20分程の心の準備時間が必要だった。)
1992年仕様の予選エンジンを搭載した日産・R92CPが、旧富士スピードウェイにおいてスピードガン測定で速度400km/h以上を記録しており、その事実は林・水野ら複数の関係者が認めている。
また、当時ニスモの監督を務めていた水野和敏によれば、ドライバビリティを重視し（主に富士のBコーナーの立ち上がりでドライバーが安心してアクセルを踏めるようにすることが目的だったという）、決勝でのエンジン出力は発表当初の900馬力より少ない状態にし、1991年仕様で約600馬力、1992年仕様で約720馬力程度に抑えられていたとのことである。当時ドライバーだった星野一義は、レース後のインタビューなどで「僕らのエンジンは本当は5,000ccくらいあるんじゃないか」などと評しており、非常に扱いやすいエンジンだったことがうかがえる。

## 再びル・マンへ

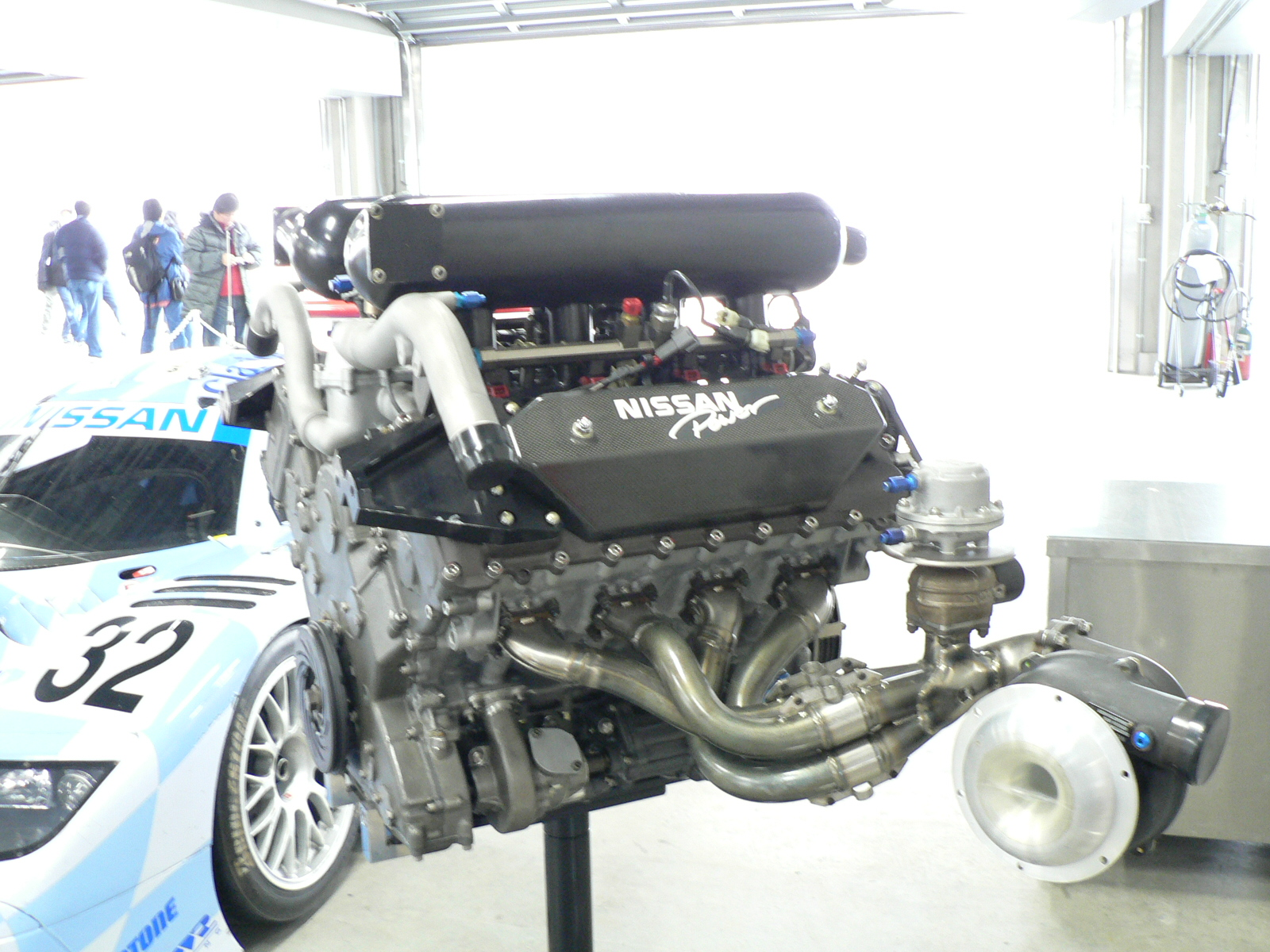
VRH35L

その後、日産は1995年・1996年と再びル・マン24時間レースにスカイラインGT-Rで挑戦したが、その他のマシンに対して明らかなポテンシャル不足で惨敗。そこで、日産はトム・ウォーキンショー・レーシング（TWR）の協力のもと、新たなGTマシンである日産・R390の開発に着手。その心臓部としてVRH35が選ばれ、VRH35Lとして再びル・マンの桧舞台へ登場する。しかし、実態は若干の変更のみで、グループC時代に使われていたエンジンにただリストリクターをつけただけのものであった。その理由として開発期間が短かったことや予算がシャシ開発にほとんど回ってしまったことなどが原因として挙げられている。
1997年のル・マン24時間レースでは予備予選でトップタイムを出すほどのマシンポテンシャルを見せ付けるのだが、その後、レギュレーション解釈の違いによってトランク部の改造を余儀なくされ、トランスミッションの冷却がうまくいかなくなりトラブルが続出してしまい、不本意な結果となった。翌1998年のル・マン24時間レースは、他のマシンに対して明らかなポテンシャル不足で一発の速さが不足していた。それでも手堅いマシン作りで信頼性に優れ、着実に24時間走りきり、日本人トリオ（星野一義・鈴木亜久里・影山正彦）の手によって総合3位（当時日本人トリオでのル・マン最高位。翌1999年のル・マン24時間レースにトヨタ・GT-One TS020で片山右京・土屋圭市・鈴木利男組が総合2位を獲得し、記録は塗り替えられた）を獲得した。

## 類似名エンジンについて
2002年までインディ・レーシング・リーグ（IRL）へVRH35Aというエンジン名で参戦していたが（IRLにはインフィニティブランドでエンジンを供給）、これは1989年に開発されたエンジンベースではなく、1999年のル・マン24時間レースに参戦したR391用のエンジン・VRH50Aがベースとなったものである。
また2010年より、SUPER GT・GT500クラスに参戦する日産・GT-Rに搭載されるVRH34Aも「市販車用がベースのエンジン」とされており、本エンジンとは関係がない。

## スペック
VRH35Z
- V型8気筒DOHCツインターボ
- 総排気量：3,496cc
- 内径×行程：85mm×77mm
- 最大出力：800PS/7,600rpm
- 最大トルク:80Kg-m/5,600rpm
- 圧縮比:8.5
- バルブ径
  - 吸気側：33.0mm
  - 排気側：30.0mm
- ターボチャージャー：IHI製RX‐6
- マネージメントシステム：ECCS-R-NDIS
- 重量：185kg（クラッチ及びターボ除く）

VRH35L
- V型8気筒DOHCツインターボ
- 総排気量：3,496cc
- 内径×行程：85mm×77mm
- 最高出力:650PS以上/6,800rpm
- 最大トルク:72kg-m以上/4,400rpm
- 圧縮比:9.0
- ターボチャージャー：IHI製RX‐6
- 乾燥重量：170kg

## 搭載車両
- 日産系マシン
  - 1989年 R89C
  - 1990年 R90CP、R90CK、R89C
  - 1991年 R91CP、R90CK、R90CP、R89C
  - 1992年 R92CP、R91CP、R90CK
  - 1993年 R92CP、R90CK
  - 1997年 R390
  - 1998年 R390

- その他のマシン
  - 1998年 クラージュ・C51(3リットル版)
  - 1999年 クラージュ・C52